# Rolf Olsen
Rolf Olsen, el nom real del qual és Rudolf Knoblich (Viena, 26 de desembre de 1919 - Starnberg, 3 d'abril de 1998) és un director, guionista i actor austríac.

## Biografia
Rolf Olsen va assistir al Theresianum i va començar a l'escenari a Bielsko-Biała el 1940. Després va anar a Jablonec nad Nisou, Linz després a Viena, on toca al Theater in der Josefstadt i als cabarets. Després de la guerra, va continuar la seva professió i va fer una gira per Suïssa i Alemanya. El 1947 va entrar al cinema coescrivint el guió de Singende Engel.
Olsen es converteix en un dels cineastes més versàtils del món de parla alemanya. Com a director d'una quarantena de llargmetratges, treballa en diversos gèneres, ja sigui drama, comèdia, detectiu o pel·lícula de terror. Olsen escriu sovint els guions de les seves pel·lícules, però també és autor d'altres produccions. Com a actor, va actuar del 1949 al 1990 en una cinquantena de pel·lícules i a la televisió. També és present al teatre.
Olsen fa quaranta anys que està casada amb l'actriu austríaca Ilse Peternell.

## Filmografia

### Con a director
- 1961: Unsere tollen Tanten
- 1962: Die türkischen Gurken
- 1962: Verrückt und zugenäht
- 1962: Unsere tollen Nichten
- 1963: La Chevauchée vers Santa Cruz
- 1963: Hochzeit am Neusiedler See
- 1964: Unsere tollen Tanten in der Südsee
- 1964: Le Ranch de la vengeance
- 1966: Das Spukschloß im Salzkammergut
- 1966: In Frankfurt sind die Nächte heiß
- 1967: Couchés dans le foin
- 1967: Les Violences de la nuit
- 1967: Das Rasthaus der grausamen Puppen
- 1968: Le Médecin de Hambourg
- 1968: Paradies der flotten Sünder
- 1969: Das Go-Go-Girl vom Blow-Up
- 1969: Nuits blanches à Hambourg
- 1970: Das kann doch unsren Willi nicht erschüttern
- 1970: Un prêtre pas comme les autres
- 1970: Hôtel du vice
- 1971: Käpt’n Rauhbein aus St. Pauli
- 1971: Die Kompanie der Knallköppe
- 1972: Vendredi sanguinaire
- 1973: Unsere Tante ist das Letzte
- 1974: Das Spukschloß von Baskermore
- 1974: Shocking Asia
- 1974: Ehrenhäuptling der Watubas
- 1974: Ay, ay, Sheriff
- 1977: Reise ins Jenseits – Die Welt des Übernatürlichen
- 1979: Ekstase - Der Prozeß gegen die Satansmädchen
- 1981: Ein Kaktus ist kein Lutschbonbon
- 1985: Shocking Asia II - Die letzten Tabus
- 1988: Starke Zeiten
- 1990: Die große Freiheit (sèrie de televisió)

### Com a guionista
- 1947: Singende Engel
- 1950: Der Schuß durchs Fenster
- 1951: In München steht ein Hofbräuhaus
- 1953: Das Dorf unterm Himmel
- 1957: Le Chant du bonheur
- 1957: Vier Mädels aus der Wachau
- 1957: Der Jungfrauenkrieg
- 1957: Das Glück liegt auf der Straße
- 1958: Solang' die Sterne glüh'n
- 1959: Der Schatz vom Toplitzsee
- 1960: Das große Wunschkonzert
- 1961: Unsere tollen Tanten
- 1961: … und du mein Schatz bleibst hier
- 1962: Unter Wasser küßt man nicht
- 1962: Die türkischen Gurken
- 1962: Verrückt und zugenäht
- 1962: Unsere tollen Nichten
- 1963: Im singenden Rößl am Königssee
- 1963: Unsere tollen Tanten in der Südsee
- 1966: Das Spukschloß im Salzkammergut
- 1966: In Frankfurt sind die Nächte heiß
- 1966: Grieche sucht Griechin
- 1966: Le Carnaval des barbouzes
- 1966: Les Colts de la violence
- 1967: Couchés dans le foin
- 1967: Les Violences de la nuit
- 1967: Mittsommernacht
- 1967: Das Rasthaus der grausamen Puppen
- 1968: Le Médecin de Hambourg
- 1968: Paradies der flotten Sünder
- 1969: Nuits blanches à Hambourg
- 1969: Die jungen Tiger von Hongkong
- 1970: Das kann doch unsren Willi nicht erschüttern
- 1970: Un prêtre pas comme les autres
- 1970: Wenn du bei mir bist
- 1970: Hôtel du vice
- 1971: Käpt’n Rauhbein aus St. Pauli
- 1971: Die Kompanie der Knallköppe
- 1971: Haie an Bord
- 1972: Vendredi sanguinaire
- 1972: Sie nannten ihn Krambambuli
- 1972: Das Geheimnis der Mary Celeste
- 1973: Unsere Tante ist das Letzte
- 1974: Shocking Asia
- 1979: Ekstase - Der Prozeß gegen die Satansmädchen
- 1981: Ein Kaktus ist kein Lutschbonbon
- 1985: Shocking Asia II - Die letzten Tabus
- 1990: Die Kaffeehaus-Clique

### Com a actor
- 1949: Kleiner Schwindel am Wolfgangsee
- 1950: Seitensprünge im Schnee
- 1951: In München steht ein Hofbräuhaus
- 1954: Der erste Kuß
- 1954: Ein Mädchen aus Paris
- 1955: Le Chemin du paradis
- 1955: Gestatten, mein Name ist Cox
- 1956: Mariés pour rire
- 1956: Kaiserball
- 1956: Meine Tante, deine Tante
- 1956: Bonjour Kathrin
- 1957: Vier Mädels aus der Wachau
- 1958: Liebe, Mädchen und Soldaten
- 1958: Zauber der Montur
- 1958: Ooh … diese Ferien
- 1958: Mikosch, der Stolz der Kompanie
- 1959: Ich bin kein Casanova
- 1959: Das Nachtlokal zum Silbermond
- 1959: Des filles pour le mambo-bar
- 1960: Das große Wunschkonzert
- 1960: Kriminaltango
- 1960: Glocken läuten überall
- 1961: Das Mädchen auf der Titelseite
- 1961: Unsere tollen Tanten
- 1961: Les Aventures du comte Bobby
- 1961: Ein Stern fällt vom Himmel
- 1962: Unter Wasser küßt man nicht
- 1962: Wilde Wasser
- 1962: La Douceur de vivre du comte Bobby
- 1962: Unsere tollen Nichten
- 1963: Die lustigen Vagabunden
- 1963: La Chevauchée vers Santa Cruz
- 1963: Hochzeit am Neusiedler See
- 1963: Im singenden Rößl am Königssee
- 1963: Unsere tollen Tanten in der Südsee
- 1965: Ruf der Wälder
- 1966: Das Spukschloß im Salzkammergut
- 1966: 00Sex am Wolfgangsee
- 1967: Couchés dans le foin
- 1967: Les Violences de la nuit
- 1968: Le Médecin de Hambourg
- 1968: Paradies der flotten Sünder
- 1969: Charley’s Onkel
- 1969: Das Go-Go-Girl vom Blow-Up
- 1969: Nuits blanches à Hambourg
- 1970: Das kann doch unsren Willi nicht erschüttern
- 1970: Un prêtre pas comme les autres
- 1971: Zwanzig Mädchen und die Pauker: Heute steht die Penne kopf
- 1971: Käpt’n Rauhbein aus St. Pauli
- 1973: Unsere Tante ist das Letzte
- 1974: Schwarzwaldfahrt aus Liebeskummer
- 1974: Das Spukschloß von Baskermore
- 1978: Das Love-Hotel in Tirol
- 1978: Der Durchdreher
- 1979: Les Huîtres à la moutarde
- 1981: Ein Kaktus ist kein Lutschbonbon
- 1990: Die Kaffeehaus-Clique